# Aerobryopsis philippinensis
Aerobryopsis philippinensis là một loài Rêu trong họ Meteoriaceae. Loài này được E.B. Bartram mô tả khoa học đầu tiên năm 1939.